# Under The Radar Over The Top Tour
Az Under The Radar Over The Top Tour a Scooter 2010-ben megrendezett turnéja, melyen a turné címét adó albummal járták Németországot, illetve egy alkalommal Svájcba is eljutottak. Mivel a lemez megjelenése óta csaknem fél év telt el az első fellépésig, ezért néhány változtatást eszközöltek. Először is, a korábbinál kevésbé preferálták a Sheffield Jumpers csapatát, helyettük a J’adore Hardcore klipjéből már megismert két táncost alkalmazzák (noha Sergei, a jumperek vezetője és egy táncos mindig velük volt a fellépéseken). Néhány klasszikus slágerüket ezúttal is átdolgozták, erre a sorsra jutott a Posse (I Need You on the Floor), valamint az Endless Summer, de lerövidítették a korábban szintén felújított Hyper Hypert, helyette a hardstyle verzióba átdolgozott Move Your Ass! dominál. Emellett átdolgozott koncertverziót kapott a „Where The Beats…” is, s néhány B-oldalas szám is bekerült a műsorba, amire egy ideje nem volt már példa. A hamburgi koncertet rögzítették, ebből lett a Live In Hamburg.

## Dalok listája
A scootertechno.ru információi alapján a következő dalok hangzottak el a turné során (helyszíntől függően néha változóan):
1. Intro: Az ördögűző filmzene + Stealth
2. J’adore Hardcore
3. Posse (I Need You on the Floor) (2010-es változat)
4. The Sound Above My Hair
5. Jumping All Over the World
6. The Question Is What Is the Question
7. The Chaser/Jigga Jigga!
8. Where The Beats... (módosított szöveggel, a U2 „Where The Streets Have No Name” című számából")
9. Bit A Bad Boy (néhány helyszínen a „The Real Booty Babes – 3” című számmal egybejátszva, melyet a „See Your Smile” követ)
10. Frequent Traveller
11. Second Skin
12. Fuck The Millennium/Call Me Mañana
13. Metropolis/Clic Clac/Scarborough Reloaded
14. Weekend!
15. Fire
16. Stuck on Replay
17. Jump That Rock!
18. Ti Sento
19. Nessaja
20. How Much Is the Fish? (2008-as verzió)
21. One (Always Hardcore)
22. Maria (I Like It Loud)
23. Endless Summer (2010-es verzió) / Hyper Hyper (speciális verzió) / Move Your Ass! (2010-es verzió)

## Helyszínek
- 2010. március 11. – Köln
- 2010. március 12. – Hamburg
- 2010. március 13. – Berlin
- 2010. március 15. – Zürich, Svájc
- 2010. március 16. – Rastatt
- 2010. március 18. – München
- 2010. március 19. – Essen
- 2010. március 20. – Lipcse

## Stuff The Turkey X-Mas Tour
A turné sikerére való tekintettel és a nemzetközi érdeklődés hatására tervbe vették, hogy előző turnéjukhoz hasonló körutat tesznek. Ez azonban részben meghiúsult, ugyanis a brit földre tervezett Clubland 4 Tour rajtuk kívül álló okok miatt elmaradt, így helyette inkább kilenc német helyszínen folytatták a lemezbemutatót. Az eseményt nagy nemzetközi érdeklődés övezte, ugyanis a scootertechno.com címoldalán angolul azt írták ki, hogy "azoknak, akik nem tudják kivárni az új számok megjelenését, ez a turné melegen ajánlott". Ebből rengetegen azt a következtetést szűrték le, hogy lesznek új számok is, és a csapat nem is cáfolta meg ezt, igaz, nem is erősítette meg. Végül a turné új dal játszása nélkül zárult.

### Tracklista
A számok listája szinte teljesen ugyanaz, mint a "Live In Hamburg" koncert-DVD-n látottak, két kivétellel. A kisebbik változtatás az, hogy megcserélték a számok sorrendjét több ponton. A nagyobbik, hogy kivették a számok listájából a kislemezként sem túl sikeres "The Sound Above My Hair"-t, s helyette az I’m Raving került vissza a dalok közé.

### Helyszínek
- 2010. december 2. – Rostock
- 2010. december 3. – Drezda
- 2010. december 4. – Erfurt
- 2010. december 6. – Wiesbaden
- 2010. december 7. – Bréma
- 2010. december 8. – Dortmund
- 2010. december 10. – Regensburg
- 2010. december 11. – Stuttgart
- 2010. december 12. – Freiburg